# 泽番椒属
泽番椒属（学名：Deinostema）是玄参科下的一个属，为一年产沼生草本植物。该属共有2种，分布于朝鲜、日本。